# Ermida de Santa Bárbara (São Teotónio)
A Ermida de Santa Bárbara, igualmente conhecida como Capela de João de Ribeiras ou Capela de Santa Bárbara de João de Ribeiras, é um monumento religioso na freguesia de São Teotónio, no Município de Odemira, na região do Alentejo, em Portugal.

## Descrição e história
O edifício situa-se no alto de um monte, junto à localidade de João de Ribeiras. É um exemplo de arquitectura vernacular religiosa. Possui uma planta de forma longitudinal simples, e uma fachada principal sóbria, com uma sineira, e um portal de verga recta. O retábulo tem um nicho e trono. A ermida foi provavelmente construída nos séculos XVI ou XVII.